# Християнська демонологія
Християнська демонологія — це богословська дисципліна, що вивчає демонів, їхню природу, ієрархію та взаємодію з людським світом згідно з християнським віровченням. Вона базується на біблійних текстах, працях отців Церкви та пізніших богословських дослідженнях.

## Походження, характеристики та втілення демонів
У християнстві демони ототожнюються з занепалими ангелами, які відійшли від Бога через гординю під проводом Люцифера. Це пов'язано з біблійними сюжетами, зокрема з книгами Ісаї (14:12–15) та Об'явлення Іоанна Богослова (12:7–9), де описується боротьба між Архангелом Михаїлом та сатанинськими силами.
У християнській традиції демони мають ті ж характеристики, що й їхні добрі ангели: духовність, незмінність і безсмертя. Християнська демонологія стверджує, що місія демонів — схиляти людей до гріха. Також вважається, що демони мучать людей протягом їхнього життя або через демонічну одержимість, або просто з'являючись людям, щоб налякати їх, або викликаючи видіння, які можуть спонукати людей до гріха чи страху.

Згідно з Євангеліями від Матвія, Марка та Луки, демонів можна було бачити й чути, а також виганяти.
 А коли настав вечір, привели́ багатьох біснуватих до Нього, — і Він словом Своїм вигнав ду́хів, а недужих усіх уздорови́в,
—  Матвія 8:16
І, як прибув Він на то́й бік, до землі Гадари́нської, перестріли Його два біснуваті, що вийшли з могильних пече́р, дуже люті, так що ніхто не міг перехо́дити тією дорогою. І ось, вони стали кричати, говорячи: "Що́ Тобі, Сину Божий, до нас? Прийшов Ти сюди передчасно нас мучити?"А опо́даль від них пасся гурт великий свине́й. І просилися де́мони, кажучи: «Коли виженеш нас, то пошли нас у той гурт свине́й». А Він відповів їм: «Ідіть». І вийшли вони, і пішли в гурт свиней. І ось кинувся з кручі до моря ввесь гурт, — і потопи́вся в воді. Пастухи ж повтікали; а коли прибули́ вони в місто, то про все розповіли́, і про біснуватих.
—  Марка 1:23–27
І зараз у їхній синагозі знайшовся один чоловік, що мав духа нечистого, і він закричав, і сказав: «Що́ Тобі до нас, Ісусе Назаряни́не? Ти прийшов погубити нас. Я знаю Тебе, хто́ Ти, — Божий Святий». Ісус же йому заказав: «Замовчи, і вийди з нього!». І затряс дух нечистий того, і, скрикнувши голосом гучни́м, вийшов із нього. Жахну́лися всі, — аж питали вони один о́дного, кажучи: «Що це таке? Нова наука із потугою! Навіть ду́хам нечистим наказує Він, — і вони Його слухають».
—  Матвія 8:28–33

## Демони в різних християнських конфесіях
Католицька демонологія заснована на працях середньовічних богословів і збережена в традиціях екзорцизму. Вважається, що демони можуть володіти людьми, предметами та місцями, а їхнє вигнання здійснюється через спеціальні обряди, затверджені Ватиканом.
В православній традиції демонів ототожнюють з нечистими духами, що відвертають людей від Бога. Велика увага приділяється аскетичній боротьбі з бісівськими спокусами, що детально описана у творах святих отців, зокрема у «Лествиці» Іоанна Ліствичника.
У протестантизмі вчення про демонів менш централізоване. Деякі протестантські течії визнають існування демонічних сил та необхідність вигнання бісів, але загалом демонологія займає менш важливе місце в протестантській теології, ніж у католицизмі та православ'ї.

## Класифікація демонів

#### Класифікація демонів за гріхами
Цей вид класифікації відповідно сімом гріхам ґрунтувався на думці, що демони підбурюють людину до гріхів.
Так, у 1589 році демонолог П. Бінсфельд встановив такий зв'язок вищих демонів із пороками:
- Люцифер — гординя.
- Маммон — жадібність.
- Сатана — гнів.
- Асмодей — хіть.
- Вельзевул — обжерливість.
- Левіафан — заздрість.
- Бельфегор — лінь.

#### Класифікація демонів за ступенем могутності
Альфонсо де Спіна визначив 10 різновидів демонів:
- Парки — демони, яким приписувалася влада втручатися в долю людини.
- Полтергейсти — духи, що вночі завдають дрібних неприємностей у домі: пересувають і ламають речі, створюють шум, не даючи спати, але, як правило, не завдають серйозної шкоди.
- Інкуби та суккуби — демони, що вступають у статевий зв'язок із людиною. Особливо, на думку автора, їм піддаються черниці.
- Маршируючі привиди — духи, що з'являються у вигляді натовпу людей, які створюють багато шуму.
- Домашні духи відьом — духи-захисники відьом і чаклунів, а також інші духи, що наслідують ангела з Книги Товита.
- Кошмари — демони, що викликають жахливі видіння у сні.
- Демони, що виникають із чоловічого сім'я — демони, які навіюють чоловікам фантазії про жінок з метою отримання насіння для створення інших демонів.
- Демони-обманщики — демони, що дурять людей, набуваючи вигляду їхніх близьких і коханих.
- Чисті демони — демони, що нападають виключно на святих.
- Демони, які обманюють старих жінок — навіюють їм думки про те, що вони нібито літали на шабаш.

## Альтернативні думки
Біблійне християнство відрізняється від більшості релігій тим, що не пропонує конкретно сформульованої теології про демонів. Не всі християни вірять у буквальне існування демонів. Існує точка зору, що мова вигнання демонів у Новому Завіті є прикладом використання тодішньої термінології для опису зцілення від того, що сьогодні класифікується як епілепсія, психічні захворювання тощо. Деякі християни трактують що такі поняття, як диявол або сатана, найчастіше уособлюють гріховні, внутрішні нахили людської природи. У Біблії сказано, що Бог є єдиним джерелом будь-якої сили й влади, і тільки Він є причиною як доброго, так і поганого.
Я, що світло форму́ю та те́мність творю́, чиню мир і недолю творю́, Я — Господь, Який робить це все!
—  Книга пророка Ісаї 45:7